# Campeonato Mundial de Tiro con Arco al Aire Libre de 1935
El V Campeonato Mundial de Tiro con Arco al Aire Libre se celebró en Bruselas (Bélgica) entre el 26 y el 31 de agosto de 1935 bajo la organización de la Federación Internacional de Tiro con Arco (FITA) y la Federación Belga de Tiro con Arco.

## Medallistas

### Masculino
| Evento                  | Oro                                                                  | Plata                                                                                               | Bronce                                                 |
| ----------------------- | -------------------------------------------------------------------- | --------------------------------------------------------------------------------------------------- | ------------------------------------------------------ |
| Arco recurvo individual | Adrien Van Kolen · Bélgica                                           | Georges De Rons · Bélgica                                                                           | Frans Walraevens · Bélgica                             |
| Arco recurvo por equipo | Jaroslav Leneček Pavel Kučera B. Dvořáček Alfred Popp Checoslovaquia | Adrien Van Kolen · Antoine Van Kolen · Georges De Rons · Oscar Kessels · Hubert Van Innis · Bélgica | Henry Kjellson · Emil Heilborn · Eric Hansson · Suecia |

### Femenino
| Evento                  | Oro                                              | Plata                                           | Bronce                                                    |
| ----------------------- | ------------------------------------------------ | ----------------------------------------------- | --------------------------------------------------------- |
| Arco recurvo individual | Ina Catani · Suecia                              | E. Atkinson Reino Unido                         | Janina Kurkowska · Polonia                                |
| Arco recurvo por equipo | E. Atkinson Louise Nettleton Barneby Reino Unido | Ina Catani · Lisa Heilborn · Lindström · Suecia | Janina Kurkowska · Anna Moczulska · Zofia Bunch · Polonia |

## Medallero
| Núm. | País           | Oro | Plata | Bronce | Total |
| ---- | -------------- | --- | ----- | ------ | ----- |
| 1    | Bélgica        | 1   | 2     | 1      | 4     |
| 2    | Suecia         | 1   | 1     | 1      | 3     |
| 3    | Reino Unido    | 1   | 1     | 0      | 2     |
| 4    | Checoslovaquia | 1   | 0     | 0      | 1     |
| 5    | Polonia        | 0   | 0     | 2      | 2     |
|      | TOTAL          | 4   | 4     | 4      | 12    |